# Acaena brunnescens
Acaena brunnescens é uma espécie de rosácea do gênero Acaena, pertencente à família Rosaceae.